# Rhaphidostichum macromonostictum
Rhaphidostichum macromonostictum là một loài rêu trong họ Sematophyllaceae. Loài này được J. Froehl. mô tả khoa học đầu tiên năm 1962.